# Coldburn
Coldburn ist eine 2009 gegründete Hardcore-Punk-Band aus Leipzig.

## Geschichte
Coldburn wurde 2009 in Leipzig, Sachsen gegründet. 2010 erschien ein Demotape, 2011 folgte die EP Hybris.
Am 30. November 2012 erschien mit The Harsh Fangs Of Life das Debütalbum über BDHW, dessen Vertrieb von Soulfood Distribution organisiert wird.
Im April spielte die Gruppe eine Europatournee mit Brutality Will Prevail und Survival, die durch Italien, Frankreich, die Schweiz, Polen, Österreich, die Niederlande und Deutschland führte. Direkt im Anschluss spielten Coldburn mit Born from Pain, All for Nothing und Cornered auf der Change or Die Tour. Auf einzelnen Auftritten war die Gruppe bereits mit The Blackout Argument, Blindside, Bane und No Turning Back zu sehen. Im Oktober 2013 tourte die Gruppe mit Betrayal als Vorgruppe auf der Abschiedstournee von Your Demise, die durch Belgien, die Niederlande, Portugal und Deutschland führte.
Im Dezember 2013 spielte die Gruppe auf mehreren Shows mit War from a Harlots Mouth im Rahmen derer Abschiedstournee. Zwischen dem 7. Februar 2014 und dem 1. März 2014 spielte die Gruppe eine weitere Europa-Konzertreise als Vorband für Expire aus den Vereinigten Staaten. Das Tourende im Exzellenzhaus in Trier absolvierte die Gruppe mit Being as an Ocean, Hundredth, Counterparts, Polar, Choking on Illusions und Seasons in Wreckage. Der Grund war, dass sich an diesem Tag mehrere Konzertreisen in Trier kreuzten. Zwischen dem 14. und 19. April 2014 spielte die Band eine Konzertreise durch Spanien und Portugal. Die Konzertreise umfasste sechs Auftritte. Am 16. August 2014 spielte die Gruppe im Rahmen des vom Outspoken Magazins erstmals veranstalteten Outspoken Fest gemeinsam mit Bands wie Evergreen Terrace, Brutality Will Prevail, Landscapes, Rise of the Northstar und Deez Nuts in Köln.
Die Musiker planten im weiteren Laufe des Jahres 2014 ihr zweites Album zu veröffentlichen. Letztendlich erschien das zweite Album, welches Down In the Dumps heißt, am 5. März 2015. Die Musiker gaben Anfang Mai bekannt an neuen Stücken zu schreiben. Am 26. September 2014 startete die Gruppe als Vorband für Madball ihre erste Tournee durch das Vereinigte Königreich. Diese Konzertreise endete nach sieben Auftritten am 2. Oktober 2014 in Manchester. Zwischen dem 6. und 28. März 2015 tourt die Gruppe gemeinsam mit Nasty, Desolated, Cruel Hand und Lionheart im Rahmen der Taste of Anarchy Tour durch Deutschland, Belgien, Tschechien, die Niederlande, Polen, Kroatien, Österreich, die Schweiz und Frankreich.
Am 22. Januar 2015 veröffentlichte die Band ein Musikvideo zum Stück Ligering Death, welches auf dem zweiten Album zu finden ist.

## Stil
Coldburn spielt den traditionellen Hardcore Punk alter Schule. Mehrere Medien vergleichen den Sound der Band mit Gruppen aus der New Yorker Szene. Insbesondere werden Hatebreed, Cro-Mags, Terror, Agnostic Front und Trapped Under Ice als musikalische Einflüsse genannt.

## Diskografie

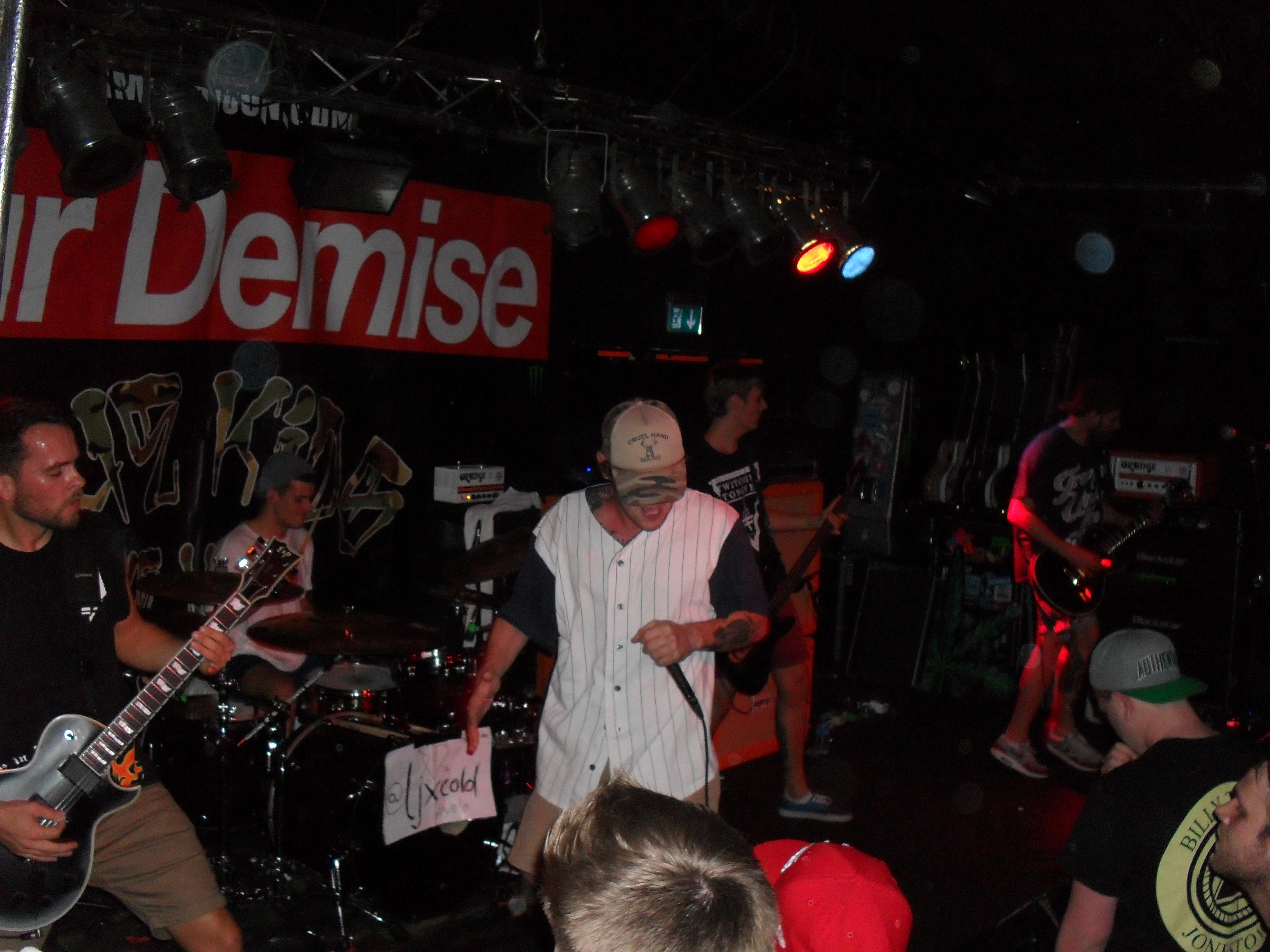
Coldburn live in Köln im Oktober 2013

### Demos
- 2010: Demotape

### EPs
- 2011: Hybris (Worship Records)
- 2017: Skulls (7"-EP, End Hits Records)

### Alben
- 2012: The Harsh Fangs of Life (BDHW / Cobra Records, Soulfood Distribution)
- 2015: Down in the Dumps (BDHW, Soulfood Distribution)